# Laura Dahlmeier
Laura Dahlmeier (Garmisch-Partenkirchen, regió de Baviera, 22 d'agost de 1993 - Pic Laila, Pakistan, 28 de juliol de 2025) va ser una biatleta alemanya, doble campiona olímpica. En la història dels Campionats del Món, és la primera biatleta que ha guanyat cinc medalles d'or en una sola edició.
Campiona del món de persecució a Oslo el 2016, on va aconseguir pujar a cinc podis, guanyà cinc medalles d'or (relleus mixtos, relleus femenins, 15 km individuals, persecució, sortida en massa) i una medalla de plata (esprint) en les sis curses del programa als següents Campionats del Món a Hochfilzen.
Després de reciclar-se com a guia de muntanya, Dahlmeier va morir mentre escalava el pic Laila al Pakistan el 28 de juliol de 2025 a conseqüència d'una esllavissada. Només s'anuncià la seva mort dos dies després.